# Pål Knutsson
Pål Knutsson va ser un funcionari de lleis de Bergen, Noruega.

## Biografia
A la dècada de 1340 Pål Knutsson era un ombudsman que tenia una gran part de la granja Tveit a Tysnes, Hordaland. El 1348 va ser promogut a jutge de Gulathing al districte de Gulen. En novembre de 1354 Pål Knutsson va ser commissionat pel rei Magnus de Suècia i Noruega per viatjar a Groenlàndia i avaluar l'estat de les coses allí*.
El bisbe de Garðar a Groenlàndia així com els bisbes d'Oslo, Bergen, Stavanger, Hamar, Orkney, Islàndia (Skálholt i Holar), eren subjectes a l'arxidiòcesi de Nidaros. La diòcesi de Gardar a Groenlàndia no tenia un bisbe durant la dècada següent a la mort del bisbe Árni el 1347. Groenlàndia no va tenir bisbe fins que Álfur va ser ordenat el 1368. Ivar Bardsson va servir com a director de la diòcesi durant el període provisional. Ivar Bardsson va ser nomenat canonge a la catedral de Bergen després d'haver passat el temps a Groenlàndia com a substitut del bisbe de la diòcesi. Bardsson va expressar la seva preocupació per la preservació del cristianisme entre els colons de l'Assentament Occidental de Groenlàndia.
El rei Magnus, tanmateix, va governar Noruega només com a regente del seu fill, el rei Haakon, que va arribar a l'edat uns mesos més tard. No hi ha proves que l'expedició proposada mai hagés salpat, a excepció de l'evidència negativa que l'ordre de 1354 sembla l'únic document que menciona Knutson després de 1348. Encara que això indica que Knutson va sobreviure a l'arribada de la plaga de la Mort Negra (Svartedauden) a Bergen 1349, molts altres funcionaris del govern a tot el país no ho van fer. Arne Einarsson Vade, arquebisbe de Nidaros, mort el 1349 durant la mort negra, juntament amb el personal sencer de la diòcesi i un desglossament en el manteniment de registres significa que és molt difícil dir el que succeïa realment en els anys posteriors a la pesta.
Alguns historiadors posteriors, inclòs Hjalmar Holand, han afirmat que l'expedició de Knutson podria haver penetrat profundament a Amèrica del Nord i va crear la pedra de Kensington.

## Nota
^* A diferència de la majoria dels documents anteriors relacionats amb Knutson, aquest ordre només sobreviu a través d'una traducció dinàmica del segle xvi, per la qual cosa la seva importància precisa és oberta a la interpretació.

## Altres fonts
- Bardarson, I. (ed. Jónsson, F.) Det gamle Grønlands beskrivelse af Ívar Bárðarson (Copenhagen, 1930)
- Hjalmar R. Holand Westward from Vinland: An Account of Norse explorations and Discoveries in Amerika, 982-1362 (Meredith Publishing Co., 1940)